# Калугино (Северо-Казахстанская область)
Калугино (каз. Калугино) — село в Мамлютском районе Северо-Казахстанской области Казахстана. Входит в состав Краснозаменского сельского округа. Код КАТО — 595239300.

## География
Находится в 25-ти километрах от районного центра.

## Население
В 1999 году население села составляло 435 человек (203 мужчины и 232 женщины). По данным переписи 2009 года, в селе проживало 320 человек (153 мужчины и 167 женщин).